# 19. østlige længdekreds
Den 19. østlige længdekreds (eller 19 grader østlig længde) er en længdekreds, der ligger 19 grader øst for nulmeridianen. Den løber gennem Ishavet, Atlanterhavet, Europa, Afrika, det Sydlige Ishav og Antarktis.